# Замок Каррікмайнс
Замок Каррікмайнс (англ. Carrickmines Castle) — археологічний об'єкт в Ірландії, в графстві Дублін. Колись тут стояв потужний замок, збудований в середні віки для захисту англійської колонії Пейл навколо Дубліна від ірландських кланів, що намагалися повернути собі цю землю. Це були підземні руїни, що лежали на шляху під час будівництва автомагістралі М50, яку завершили будувати в 2005 році. Залишки замку нині є під трасою.

## Історія замку Каррікмайнс
Замок Каррікмайнс був збудований в селищі, де жили вікінги та ірландці. У ХІІ столітті після англо-норманського завоювання Ірландії розбудували потужний замок. Він стояв якраз на межі графств Дублін та Віклоу. Замок Каррікмайнс був одним із низки замків, що оточували англійську колонію в Ірландії — Пейл — район навколо Дубліна. Ці замки захищали колонію від постійних нападів ірландських кланів, що намагалися відвоювати свої споконвічні землі.
У 1402 коці ірландський клан О'Бірн з графства Віклоу, що періодично здійснював набіги на Дублін, розбив великий загін найманців на берегах річки Даргл, що в землях Брей, що відкрило їм пряму дорогу на Дублін. Вони підійшли до замку Кіррікмайнс і довго роздумували перш ніж атакувати. Затримкою атаки скористалась шляхетна родина Валш, яка володіла цим замком і направила в Дублін гінця з попередженням про напад. Мер Дубліна зібрав військо, напав на клан Бірн і розбив їх. В історію ця битва ввійшла як Битва Кривавого Берега по причині великої кількості жерт з обох боків.
Замок Каррікмайнс — це була величезна фортеця з потужними стінами і вежами, що оточували площу в декілька акрів. У середині фортеці було поселення з великою кількість кам'яних і дерев'яних будинків. На цьому місці ще можна знайти багато фундаментів та інших артефактів середньовіччя. Замок був вщент зруйнований під час походу Олівера Кромвеля в Ірландію в 1642 році.
Під час Ірландського повстання 1641 року господарі замку — родина Валш хоч і були англійського походження, але були католиками і підтримали ірландське повстання за незалежність Ірландії, підтримали спробу створити перший парламент незалежної Ірландії. Вони заплатили за це дорогою ціною — замок був обложений англійською армією. Почався жорстокий штурм і обстріл замку артилерією. Замок захищали 300 осіб з родини Валш та ірландських кланів О'Бірн та О'Тул. Всі вони загинули смертю героїв.
Руїни замку були предметом тривалих суперечок під час будівництва автомагістралі М50. І все-таки магістраль булла побудована на руїнах замку. Будівництво почалося в 2002 році, коли активісти, в тому числі Вінсент Салафія і Гордон Лукас, які називали себе «Каррікмайндерс» розбили табір на руїнах замку, щоб запобігти їх руйнуванню. До них приєдналися реставратори, в тому числі професор Шон Даффі, завідувач кафедри історії в Триніті-коледжу в Дубліні і доктор Марк Клінтон — археолог найнятий Національним управлінням автомобільних доріг як директор розкопок. Вони стверджували, що ця місцевість дуже цінна для історичного дослідження і що дослідження до кінця не проведені. Вони ставили запитання — чому лінія М50 спрямована через замок в 1998 році, коли було запропоновано нову дорогу в обхід замку?
Але не дивлячись на протести, у 2005 році було завершено будівництво автомагістралі М50 і вузла розв'язки.